# Baiaco
Osvaldo Caetano Vasques, mais conhecido pela alcunha Baiaco (Rio de Janeiro, 1913 - Rio de Janeiro, 1935), foi um ator, compositor e ritmista brasileiro.
Baiaco era frequentador das reuniões de sambistas do Bar Apolo, no bairro carioca do Estácio, da qual também participavam os compositores Ismael Silva, Bide, Mano Edgar, Mano Rubem, entre outros. Junto com esses compositores, foi fundador da Deixa falar, considerada a primeira escola de samba brasileira, em 12 de agosto de 1928, na rua Maia de Lacerda.
Sambista da Estácio, assina com Aurélio Gomes a autoria do samba Arrasta a sandália